# Montmalús
El pico del Montmalús está situado en los Pirineos de Andorra, con una altitud de 2781 m s. n. m.

## Galería fotográfica

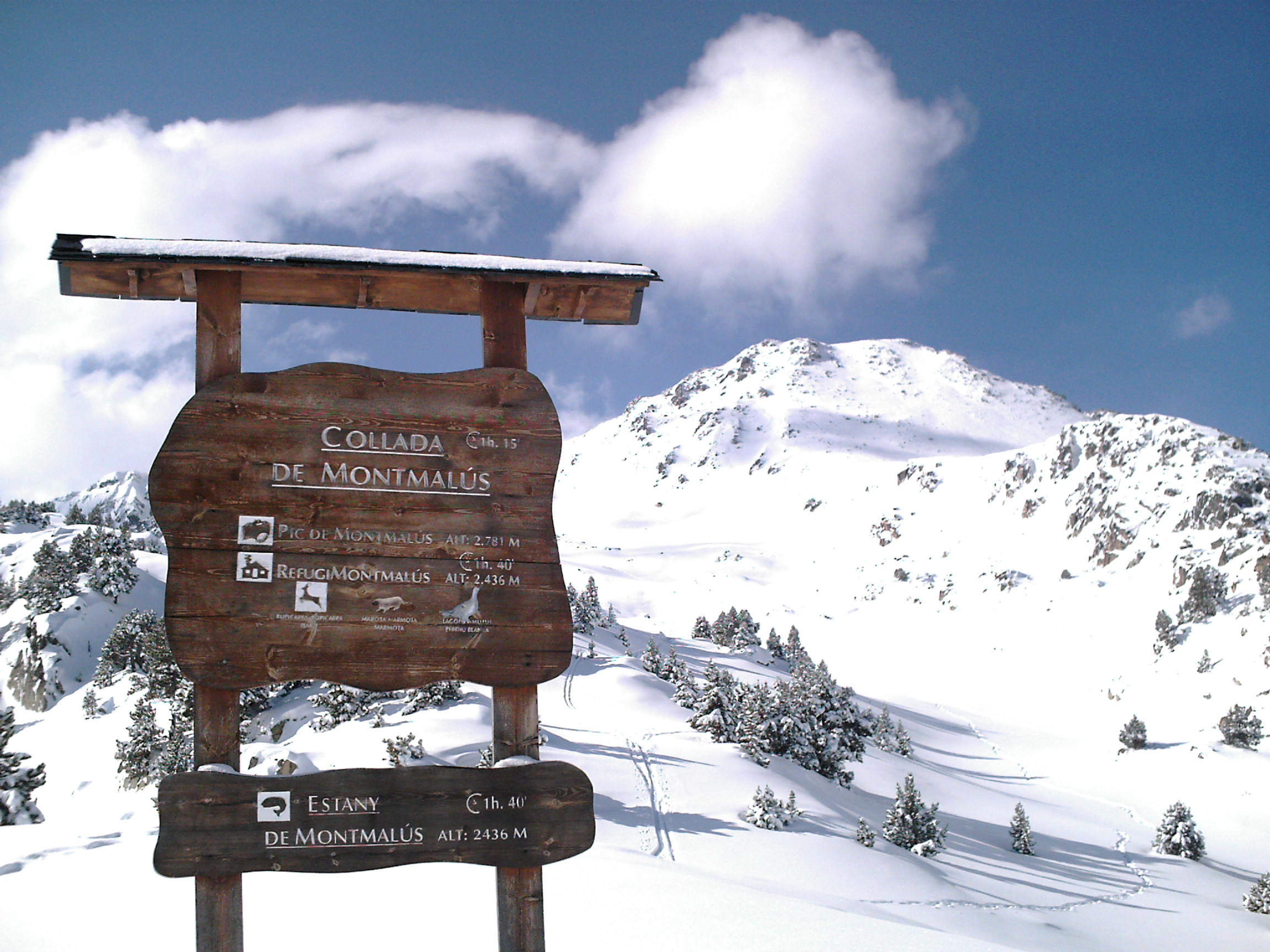
Montmalús invernal.